# Hyporthodus mystacinus
Hyporthodus mystacinus là một loài cá biển thuộc chi Hyporthodus trong họ Cá mú. Loài này được mô tả lần đầu tiên vào năm 1852.

## Phân bố và môi trường sống
H. mystacinus có phạm vi phân bố nhỏ hẹp ở Đông Thái Bình Dương và rộng khắp Tây Đại Tây Dương. Ở Đông Thái Bình Dương, loài này được tìm thấy tại quần đảo Galápagos, ngọn núi ngầm Paramount, đảo Cocos và ven Ecuador. Ở Tây Đại Tây Dương, loài này được tìm thấy từ bang Bắc Carolina (Hoa Kỳ), dọc theo bờ biển phía đông nam Hoa Kỳ (bao gồm Bermuda ở ngoài khơi), trải rộng về phía nam đến phía đông và nam vịnh Mexico, và phía bắc biển Caribe (rải rác ở một số địa điểm phía nam); dọc Nam Mỹ đến bang Rio de Janeiro, Brazil, bao gồm đảo Trindade. H. mystacinus sống xung quanh các rạn san hô ở độ sâu khoảng từ 12 đến 400 m, nhưng thường sống sâu hơn 30 m.

## Mô tả
H. mystacinus trưởng thành có chiều dài cơ thể lớn nhất đo được là 160 cm; trọng lượng cơ thể lớn nhất được ghi nhận là 107 kg. Đầu và thân của cá thể trưởng thành có màu nâu sẫm với những đốm trắng và các dải sọc đen dọc 2 bên cơ thể (lan rộng sang vây lưng và vây hậu môn). Đầu có 3 vệt sọc nằm sau mắt. Có vệt đen như ria mép ở phía trên hàm trên. Đuôi bo tròn hoặc bằng.
Số gai ở vây lưng: 11; Số tia vây mềm ở vây lưng: 14 - 15; Số gai ở vây hậu môn: 3; Số tia vây mềm ở vây hậu môn: 9; Số tia vây mềm ở vây ngực: 18 - 19; Số vảy đường bên: 58 - 69.